# 't Waliën (Winterswijk)
Waliën is een voormalige niet erkende havezate in de Nederlandse gemeente Winterswijk, noordelijk gelegen van het dorp Winterswijk, in de buurtschap Huppel.

## Geschiedenis
De naam Waly of Walyen komt voor het eerst voor in documenten uit 1340. Evert van Walyen werd in 1402 beleend met de goederen Keylwinck, Boefkinck en Bennekinck in de buerschap van Hoeppele. Van een huis Waliën wordt nog niet gesproken. Deze drie erven moeten wel de kern van het latere goed Waliën hebben gevormd, want in het leenregister werd later de naam Walyen eraan toegevoegd. Pas in 1570 wordt gesproken van een huis Walyen, naast Keylwinck, Boevekinck en Bennekinck, met bouw- en weilanden, zowel hoog- als laaggelegen en nat of droog. Het goed was in bezit is van de Westfaalse adellijke familie Van Munster. Jacob van Munster heeft veel schade geleden in de Tachtigjarige Oorlog. Zijn huis was mogelijk verwoest en hij verkeerde in geldnood, wat zijn zoon Herman ertoe gebracht moet hebben om zijn erfenis te verkopen aan de Zutphense burgemeester Henrick van Eck tot Medler. Daarna verwisselde het nog enkele malen van eigenaar.
In 1725 kocht Ludolph Hendrik Burchard Sylvius van Heeckeren het Waliën en werd er in 1726 mee beleend. Volgens een bron uit 1741 werd "Het huis door een boer bewoond, die alles zeer slordig hield".
Op 10 april 1750 verloor het huis de status van erkende havezate, en daarmee het recht tot zitting in het gewestelijk bestuur, de Staten van het kwartier Zutphen. Van Heeckeren had dit recht laten overschrijven op huize De Kemnade bij Doetinchem dat hij in 1749 had gekocht.
Na een brand in 1759 was het huis verwaarloosd. In 1805 werd het bezit door de erfgenamen van Van Heeckeren verkocht aan Harmen Jan Tenkink. De Tenkinks hadden meer bezittingen in Winterswijk. Het huis werd door de nieuwe eigenaar verbouwd. Het Waliën bestond daarna uit een rechthoekig, witgepleisterd landhuis, grachten, tuinen, boomgaarden en een aantal boerenerven. Uit de kadastrale minuut van 1832 staat het huis als 'Bovenhuis' en blijkt dat er nog een tweede kleiner huis stond. Toen vanaf 1840 praktisch alle Waliënse pachters naar Amerika vertrokken moesten de eigenaren zelf het land van de verlaten pachtboerderijen ploegen en bebouwen.
Begin 20e eeuw werd het huis verhuurd als vakantiekolonie. In 1905 werd het interieur vernieuwd.

## Brand
Op 23 januari 1908 ontstond er een brand door een naar men zegt omgevallen petroleumlamp, waarbij het huis volledig afbrandde. Het werd niet meer herbouwd. Het enige overblijfsel is een stuk van de westmuur met, van links naar rechts, de acht familiewapens van de geslachten Van Munster, Van Gemen, Van Aeswijn, Van Eyll, Van Holtmolen, Van Galen, Van Besten en Van Ermel. Het is de kwartierstaat van Sondach van Munster (beleend met Waliën in 1551) en zijn vrouw Lysbeth van Oemen. Tevens is nog een deel van de gracht bewaard gebleven en enkele bijgebouwen. De restanten zijn vanaf de openbare weg te zien.

## Huidige staat
In juli 1908 is het landgoed geveild. Hierbij is het uiteengevallen. Tien boerderijen en alle gronden werden verkocht. De gemeente Winterswijk kocht een stuk grond voor de bouw van een school, de huidige OBS  't Waliën. De ruïne met moestuin en een stuk bos zijn gekocht door Willem Willink, een zoon van de Winterswijkse textielfabrikant Jan Willink. Deze bouwde achter op het terrein een jachtkoepel.
Het muurrestant met de ingemetselde schoorsteenfries en het op het voormalige kasteelterrein aanwezige koetshuis uit ca. 1800 zijn sinds 1967 een rijksmonument.

## Fotogalerij

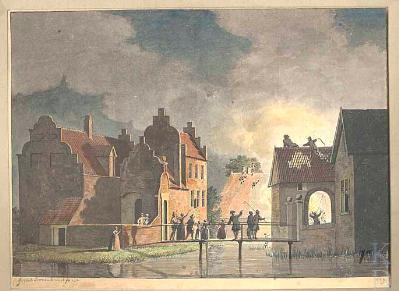
Waliën in 1759, brand in de voorgebouwen
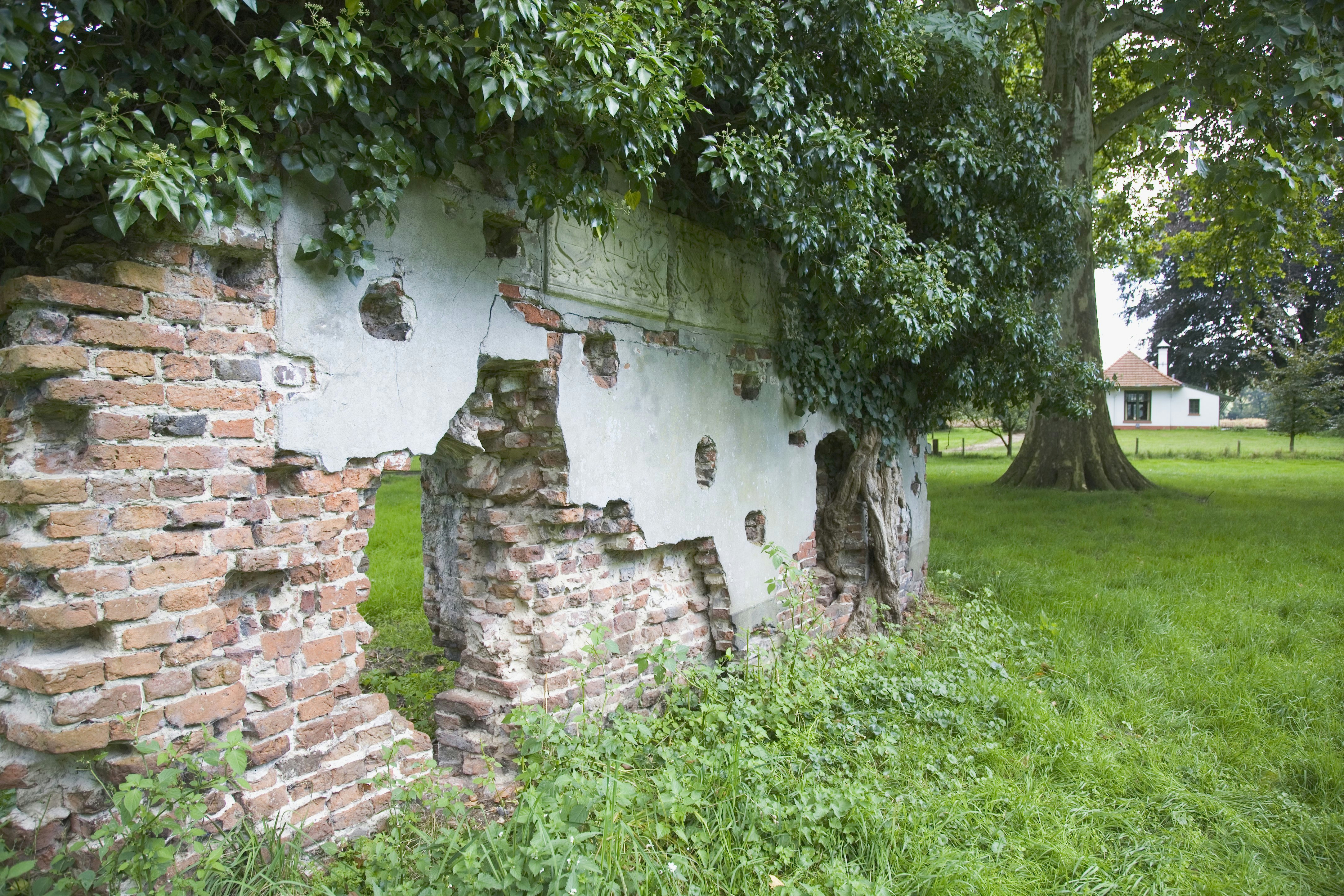
Restant van de westelijke muur met op achtergrond de jachtkoepel
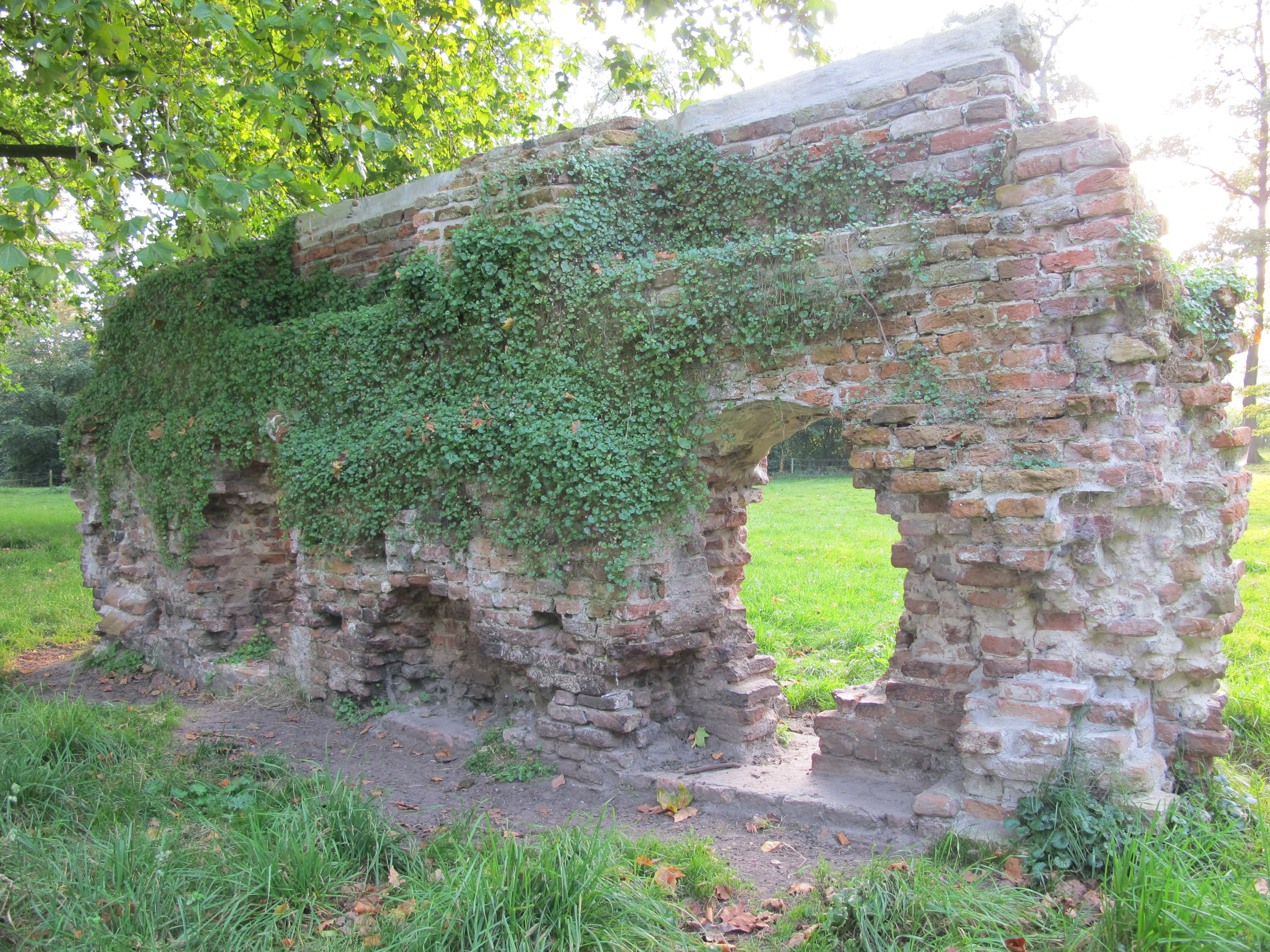
Binnenzijde van het muurrestant
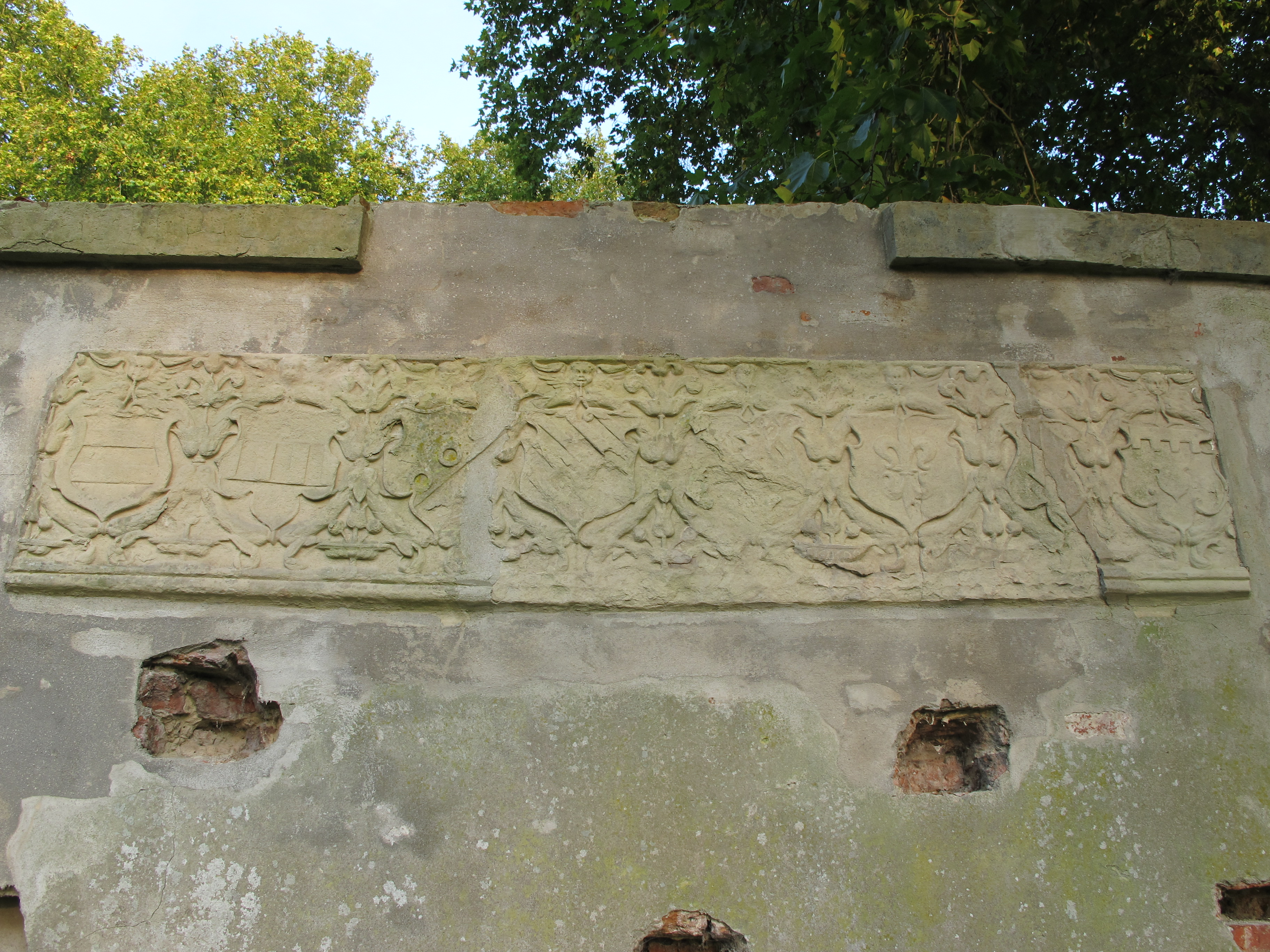
De familiewapens op het restant van de westmuur
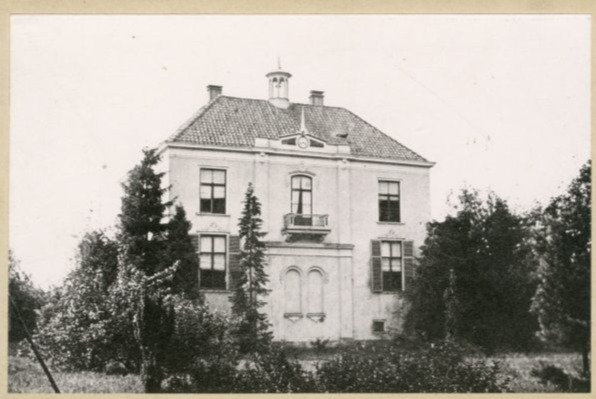
't Waliën omstreeks 1900

Aalst · Aardenburg · Acquoy · Aerdt · Agistaldaburg · Ahof · Aldenhaag · Aller · Ambe · Ammersoyen · Ampsen · Andelst · Angeroyen · Appelburg · Appelse walburg · Appeltern · Arler · Baak · Babberich · Baer · Baerle · Bakerbosch · Balgoij · Barlham · Batenburg · Beek · Beerenclaauw · Bemmel · Bevervoorde · Bergh · Biljoen · Bingerden · Blankenborg (Laren) · Blankenborg · Blauwe Huis · Blokhuis (Ravenswaaij) · Boelenham · Boetselaersborg · Borculo · Boswaai · Brakel · Den Brakel · Den Bramel · Bredevoort · Broekhuizen · Bronkhorst · Bruchem · Bruinhorst · Brunsberg · Bulkestein · Bunswaard · Burcht van Tiel · Buren · De Buurse · Byland · Byvanck · Caetshage · Camphuysen · De Cannenburch · de Cloese · Coldenhove · Culemborg · Dedinckweerd · Delwijnen · Didam · Diepenbroek · Hof te Dieren · Huis Dijck · Dikke Tinne · Doddendaal · Dodewaard · Doornenburg · Doornik · Doorwerth · Dooyenburg · Dorth · Doseburg · Drakenburg · Dreumel · Druten · Duivelshuis · Eerbeek · De Ehze · Elburg · Eldrik · Emmerik · Engelenburg · Groot Engelenburg · Engelrode · Enghuizen · Enspijk · De Essenburgh · Essenpas · Est · Fokkinck · Gameren · Geerestein · Geldermalsen · De Gelderse Toren · Geldersweerd · Gellicum · Gendt · Gennepestein · Glindhorst · Goudenstein · ‘s-Grevenhoef · Groot Hell · Groenlo · Groesbeek · Huis te Groesbeek · Grunsfoort · Gulden Spijker · Hackfort · Hackforts Veenhuis · Hagen · Hagevoort · Hamerden · Hanepol · Harreveld · Harslo · Hassink · Het Haveke · Hedel · Heeckeren · De Heegh · Hees · De Heest · Hellouw · Hemmen · Hernen · Motte van Hernen · Heumen · Heusden · Hoekelum · Hoekenburg · De Hoeve · De Hof · Hof d'Ooy · Hof van Arkel · Huis het Holt · Holthuis · Het Holtslag · Ter Horst · Houberg · St. Hubertus · Huissen · Hulhuizen · Hulkestein · Hulsen · Hunneschans bij De Duno · Hunneschans bij Uddel · Jonker Bloo · 't Joppe · De Kamp · Karssenberg · Kemnade · Keppel · Kermestein · Kernhem · Kervel · Kiefskamp · De Kinkelenburg · Klein Enghuizen · Kleverburg · Kortenhoeve · Laag Helbergen · Lakenburg · Landfort · Langen · Latenstein · De Lathmer · Lathum · Ter Lede · Leegpoel · Leemcuyl · Leeuwen · Leeuwenbergh · Lensenburg · Lent · Leur · Leuvenum · Leyenburg · Lichtenvoorde · Lievenstein · Loenen · Loevestein · Loil · Loowaard · Luynhorst · Hof te Maasbommel · Magerhorst · Malburgen · Malderburcht · Malsen · Manhorst · Marhulsen · De Marsch · Marveld · Mathena · Maurik · Medel · Medestein · 't Medler · Meinerswijk · De Mellard · Mensink · Mergelp · Meteren · 't Meyerink · Middachten · Millingen · Mussenberg · Nagelhorst · Nederhagen · Nederhemert · Neerijnen · Huis Neerijnen · De Nesch · Nettelhorst · Nieuwe Blokhuis ·  Nijburg · Nijenbeek · Old Putten · Notenstein · Nye Huis · Olde Spijker · Oldenaller · Oldenhof (Driel) · Oldenhof (Heteren) · De Ooij · Oolde · Oud Oolde · Oosterhout · Ophemert · Opijnen · Oud Ampsen · Oude Blokhuis · Het Oude Loo · Oude Voorst · Oudenborch · Oud-Wisch · Huis te Overasselt · Overeng · Overhagen · Overlaar · 't Oye · Palmestein · De Parck · Persingen · Plekenpol · Ploen · Pluimenburg · Poederoijen · Poelwijck · Poelwijk · De Pol (Dreumel) · Huis de Poll (Huis te Gietelo) · De Poll (Huissen) · Pollenbering · Pollenstein · Puttenstein · Het Raasink · Ravenhorst · De Rees · Ressen · Reuversweerd · Reygersfoort · Rhijnestein · Huis Rijswijk · Rode Toren · Roode Wald · Rosande · Rosendael · Rossum · Rumpt · Ruurlo · Rijsselt · Schadewijk · Schaffelaar · Scherpenzeel · Schoonbroek · Schoonderbeek · Schoonenburg · Schuilenburg · Schuilkerke · Hof te Seelbeek · Sevenaer I · Sevenaer II · Sinderen (Oude IJsselstreek) · Sinderen (Voorst) · Slangenburg · Sleeburg · Slimsijp · De Snor · Soelen · Spaansweerd · Spaldorp · Spijk · Staverden · Sterkenburg · Swanepol · Tarthorst · Teisterbant (Kerk-Avezaath) · Teisterbant (Kerkdriel) · Ter Dicke · Tolhuis · Tolhuis (Tiel) · Tollenburg · Tongerlo · Toren van Wely · Tuil · Ubbergen · Uilenburg (Ewijk) · Uilenburg (Heteren) · Ulenpas · Ulft · Upladen · Valburg · Valkhofburcht · Valkhofpalts · Vanenburg · Varik · Hof te Varsseveld · 't Velde · Velhorst · Verwolde · Vierakker · De Voorst · Voorstonden · Vorden · Vosbergen · Vredenburg · Vredestein (Driel) · Vredestein (Ravenswaaij) · Vuren · Waardenburg · Waddestein · Wadenoijen · Waede · Wageningen · Walfort · 't Waliën · De Wardt · Watergoor · Watermeerwijk · Wayenstein (Huis te Herwijnen) · Well (Huis van Malsen) · Weijenrade · Westenburg · Westerholt · Weurt · De Wiersse · Wijenburg (Echteld) · De Wildenborch · De Wildt · Wilp · Wilperhorst · Winssen · Wisch · Wychen · Wolfswaard · Woolbeek · Yrst · IJzendoorn · Zeeland · Zilveren Spijker · Zuilichem · Zwaluwenburg · Zwanenburg (Heerde) · Zwanenburg (Megchelen)
Bredevoort · De Buurse · Plekenpol · Ravenhorst · Rode Spijker · Walfort · 't Waliën